# Козлов, Алексей Иванович (партийный деятель)
Алексей Иванович Козлов (18 февраля 1904, Бельково, Рузский район — 23 июля 1992, Москва) — советский партийный, государственный деятель, первый секретарь Читинского обкома КПСС (1955—1961 гг.).

## Биография
- 1932—1933 гг. — проходил обучение в Промышленной Академии имени Л. М. Кагановича, слушатель Высшей партийной школы при ЦК ВКП(б),
- 1928—1938 гг. — на партийной работе,
- 1938—1940 гг. — начальник Московского областного управления коневодства, начальник Московского областного земельного отдела,
- 1940—1943 гг. — начальник Инспекции Народного комиссариата земледелия СССР,
- 1943 г. — в РККА, ранен,
- 1943—1946 гг. — инструктор Сельскохозяйственного отдела ЦК ВКП(б),
- 1946—1948 гг. — заведующий Сектором Управления по проверке партийных органов ЦК ВКП(б),
- 1950—1953 гг. — второй секретарь Читинского областного комитета ВКП(б) — КПСС,
- 1953—1955 гг. — председатель исполнительного комитета Читинского областного Совета,
- 1955—1961 гг. — первый секретарь Читинского областного комитета КПСС.

Член ВКП(б) с 1926 г. Кандидат в члены ЦК КПСС (1956—1961).
С 1961 г. на пенсии.
Похоронен на Кунцевском кладбище.

## Награды и звания
Награждён орденами Ленина, Трудового Красного Знамени, Отечественной Войны II-й степени.